# کیرشبرگ ان در یاکست
شهر کیرشبرگ ان در یاگست (به آلمانی: Kirchberg an der Jagst) در ایالت بادن-وورتمبرگ در کشور آلمان واقع شده‌است.